# A Debreceni VSC 2009–2010-es szezonja
Ez a szócikk a Debreceni VSC NB. I-es csapatának 2009-2010-es szezonbéli eredményeit tartalmazza, mely sorozatban a 17., összességében pedig a 32. idénye a csapatnak a magyar első osztályban. A klub fennállásának ekkor volt a 107. évfordulója.

## Átigazolások

### 2009 nyarán érkeztek
- Mohl Dávid (Videoton)
- Bodnár László (klub nélküli)
- Feczesin Róbert (Brescia Calcio)
- Szélesi Zoltán (RC Starsbourg)
- Laczkó Zsolt (Vasas)
- Varga Zoltán (REAC – kölcsönből vissza)
- Szélpál Tamás (Diósgyőr – az őszt kölcsönben a DVTK-nál tölti)
- Hamar Zsolt (Bőcs – kölcsönből vissza)
- Luis Arcángel Ramos Colón (Nyíregyháza Spartacus)
- Adamo Coulibaly (Royal Antwerp)
- Mirszad Mijadinoszki (FC Sion)

### 2009 nyarán távoztak
- Demjén Gábor (Videoton)
- Nagy Róbert
- Varga Zoltán (REAC)
- Hamar Zsolt (Hajdúböszörmény)
- Božidar Ćosić (FC Petrolul Ploieşti)
- Igor Bogdanović (Nyíregyháza)

## Felkészülési mérkőzések

### Nyári mérkőzések
| 2009. július 4. |

| Debreceni VSC           | 3 – 1 | Nyíregyháza Spartacus |
| ----------------------- | ----- | --------------------- |
| Huszák Goia öngól' Bódi |       | Lakatos 10'           |

| DEAC-pálya, Debrecen Nézőszám: 200 Játékvezető: Puskás Z. (magyar) |

| 2009. július 4. |

| Debreceni VSC | 1 – 0 | Vojvodina |
| ------------- | ----- | --------- |
| Rudolf        |       |           |

| Oláh Gábor utcai stadion, Debrecen Nézőszám: 1 500 Játékvezető: Veizer Roland (magyar) |

| 2009. július 8. délelőtti mérkőzés |

| Debreceni VSC | 0 – 4 | Politehnica Timișoara |
| ------------- | ----- | --------------------- |
|               |       | Magera Bonfim Nibombé |

| Oláh Gábor utcai stadion, Debrecen Nézőszám: 300 Játékvezető: Török Z. (magyar) |

| 2009. július 8. esti mérkőzés |

| Debreceni VSC | 1 – 1 | Politehnica Timișoara |
| ------------- | ----- | --------------------- |
| Czvitkovics   |       | Vršič                 |

| Oláh Gábor utcai stadion, Debrecen Nézőszám: 1 500 Játékvezető: Sápi Csaba (magyar) |

## Bajnokok Ligája

### Selejtezők
2009-ben a BL 2. selejtezőkörében kapcsolódott be a magyar bajnok a küzdelmekbe, ahol a svéd bajnok Kalmar FF-fel találkozott a Loki. Hazai pályán 2–0 arányban győzte le a svéd bajnokot. Az eredmény teljesen megérdemelt volt, sőt a Debrecen még több gólt is szerezhetett volna a helyzetei alapján. A gólokat Varga József és Kiss Zoltán szerezte. A visszavágón a Loki ugyan 3–1-re kikapott, de idegenben lőtt góllal továbbjutott. A következő fordulóban az észt FC Levadia Tallin együttesével találkozott, 0-1, és 1-0-s eredménnyel búcsúztatta. A gólokat Leandro de Almeida és Adamo Coulibaly szerezte. A Levadia kiverésével a selejtező utolsó körében a bolgár Levszki Szófia csapatát kapták ellenfélül. A magyar bajnok – a budapesti visszavágó előtt – elsőként Szófiában ért el jó eredményt 25 ezer fanatikus bolgár szurkolója előtt. A meccsen Bodnár László bombagóljával szerzett vezetést a Loki, majd 51. percben Bardon találatával lett 1–1. A 76. percben Dombi lapos beadása után a bemozgó Czvitkovics parádésan pörgetett jobbal a bal sarokba (1–2). A visszavágót 2009. augusztus 25-én rendezték Budapesten a Puskás Ferenc Stadionban, ahol a Debrecen ismét legyőzte a Levszkit, ezúttal 2–0 arányban és ezzel bejutott a Bajnokok Ligája csoportkörébe. A gólokat 13. percben Varga József és a 35. percben Rudolf Gergely szerezték. Ezzel 1995 után ismét magyar klubcsapat szerepel a Bajnokok Ligájában-másodsorban pedig első vidéki csapatként.

#### Részletezve
2. selejtezőkör
| Első mérkőzés 2009. július 15. 20:00 |

| Debreceni VSC                      | 2 – 0   | Kalmar FF |
| ---------------------------------- | ------- | --------- |
| Varga 73' 72' Kiss 86' Bernáth 65' | (0 – 0) |           |

| Oláh Gábor utcai stadion, Debrecen Nézőszám: 9 500 Játékvezető: Fredy Fautrel (francia) Asszisztensek: Capelli, Luzi |

| Visszavágó 2009. július 22. 19:00 |

| Kalmar FF                                          | 3 – 1   | Debreceni VSC                                              |
| -------------------------------------------------- | ------- | ---------------------------------------------------------- |
| Elm 19' 71' (11-esből) 89' Mendes 32' Rydström 46' | (2 – 1) | Varga 13' 60' Kiss 45' Máté 71′, 86′ Leandro 72' Dombi 79' |

| Fredriksskans, Kalmar Nézőszám: 4 000 Játékvezető: Stanislav Sukhina (orosz) Asszisztensek: Cselovalnyikov, Kulagin |

- Idegenben lőtt góllal a Debreceni VSC jutott tovább.

3. selejtezőkör
| Első mérkőzés 2009. július 29. 18:00 |

| Levadia Tallinn                | 0 – 1   | Debreceni VSC                 |
| ------------------------------ | ------- | ----------------------------- |
| Nahk 43' Malov 58' Andreev 80' | (0 – 0) | Leandro 70' 32' Coulibaly 72' |

| Kadrioru Staadion, Tallinn Nézőszám: 3 000 Játékvezető: Bruno Miguel Duarte Paixao (portugál) Asszisztensek: Ramalho, Nogueira |

| Visszavágó 2009. augusztus 5. 20:00 |

| Debreceni VSC                                | 1 – 0   | Levadia Tallinn             |
| -------------------------------------------- | ------- | --------------------------- |
| Coulibaly 70' Varga 22' Rudolf 48' Fodor 87' | (0 – 0) | Malov 24′, 80′ Saarelma 31' |

| Oláh Gábor utcai stadion, Debrecen Nézőszám: 9 640 Játékvezető: Damir Skomina (szlovén) Asszisztensek: Arhar, Stancin |

Rájátszás
| Első mérkőzés 2009. augusztus 19. 20:45 |

| Levszki Szofija       | 1 – 2   | Debreceni VSC                       |
| --------------------- | ------- | ----------------------------------- |
| Bardon 51' Petkov 82' | (0 – 1) | Bodnár 12' Czvitkovics 76' Kiss 82' |

| Georgi Aszparuhov Stadion, Szófia Nézőszám: 22 000 Játékvezető: Laurent Duhamel (francia) Asszisztensek: S. Duhamel, Benech |

| Visszavágó 2009. augusztus 25. 20:45 |

| Debreceni VSC                                            | 2 – 0   | Levszki Szofija         |
| -------------------------------------------------------- | ------- | ----------------------- |
| Varga 13' 61' Rudolf 35' Leandro 21' Ramos 37' Dombi 76' | (2 – 0) | Sarmov 9' Zé Soares 52' |

| Puskás Ferenc Stadion, Budapest Nézőszám: 34 000 Játékvezető: Claus Bo Larsen (dán) Asszisztensek: Sonderby, Norrestrand |

### Csoportkör
A BL első fordulójában a Liverpool elleni idegenbeli meccsel kezdett a Loki, és kiválóan helytállt. Bátran támadott, többször fenyegette az angol sztárcsapat kapuját. Az első félidő végén Dirk Kuyt betalált a debreceni kapuba, ezzel beállítva az 1-0-s végeredményt. A második fordulóban a Lyonnal küzdöttek hazai pályán – sikertelenül. Rögtön a harmadik percben Källström gólt rúgott, utána kétszer Govou talált be, végül pedig Gomis. A DVSC hiába küzdött, és akart, nem tudott találatot szerezni. A harmadik fordulóban a Fiorentina volt a DVSC ellenfele a Puskás stadionban, és szenzációs kezdés után a 2. percben vezetést szerzett a Loki Czvitkovics révén, akinek Varga József adta a gólpasszt. A vendégek sajnos hamar fordítottak, de a Loki nem adta fel és szépített az első félidőben Rudolf révén. Jobb csapat a Fiorentina, de a DVSC hihetetlen akarással hajtott, és a 2. félidőben ellenfele fölé nőtt. Coulibaly a végén szépített, igaz korábban kihagyott egy óriási ziccert, így végül Debrecen-Fiorentina 3-4.

#### Részletezve
| 1. forduló 2009. szeptember 16. 20:45 |

| Liverpool               | 1 – 0   | Debreceni VSC |
| ----------------------- | ------- | ------------- |
| Kuijt 45+1' Gerrard 26' | (1 – 0) | Fodor 21'     |

| Anfield Stadion, Liverpool Nézőszám: 41 591 Játékvezető: Pedro Proença (portugál) Asszisztensek: Trigo, Ramalho |

| 2. forduló 2009. szeptember 29. 20:45 |

| Debreceni VSC | 0 – 4   | Lyon                                                     |
| ------------- | ------- | -------------------------------------------------------- |
| Szakály 58'   | (0 – 3) | Källström 2' Pjanić 13' Govou 24' Gomis 51' Gonalons 68' |

| Puskás Ferenc Stadion, Budapest Nézőszám: 41 600 Játékvezető: Tom Henning Øvrebø (norvég) Asszisztensek: Holen, Nebben |

| 3. forduló 2009. október 20. 20:45 |

| Debreceni VSC                                          | 3 – 4   | Fiorentina                                        |
| ------------------------------------------------------ | ------- | ------------------------------------------------- |
| Czvitkovics 2' Rudolf 28' 28' Coulibaly 88' Bodnár 81' | (2 – 4) | Mutu 6' 20' Gilardino 10' Santana 37' Donadel 16' |

| Puskás Ferenc Stadion, Budapest Nézőszám: 41 500 Játékvezető: Craig Thomson (skót) Asszisztensek: Murphy, Andrews |

| 4. forduló 2009. november 4. 20:45 |

| Fiorentina                                                           | 5 – 2   | Debreceni VSC                      |
| -------------------------------------------------------------------- | ------- | ---------------------------------- |
| Mutu 14' Dainelli 52' 28' Montolivo 59' Marchionni 61' Gilardino 74' | (1 – 1) | Rudolf 38' Coulibaly 70' Ramos 27' |

| Artemio Franchi Stadion (Firenze), Firenze Nézőszám: 19 676 Játékvezető: Manuel Mejuto González (spanyol) |

| 5. forduló 2009. november 24. 20:45 |

| Debreceni VSC | 0 – 1   | Liverpool |
| ------------- | ------- | --------- |
| Szélesi 23'   | (0 – 1) | N'Gog 4'  |

| Puskás Ferenc Stadion, Budapest Nézőszám: 42 000 Játékvezető: Björn Kuipers (holland) |

| 6. forduló 2009. december 9. 20:45 |

| Lyon                                         | 4 – 0   | Debreceni VSC |
| -------------------------------------------- | ------- | ------------- |
| Gomis 25' Bastos 45' Pjanić 59' Cissokho 76' | (2 – 0) | Ramos 39'     |

| Stade de Gerland, Lyon Nézőszám: 37 000 Játékvezető: Florian Meyer (német) |

#### Az E csoport végeredménye
| Csapat     | M | Gy | D | V | G+ | G– | Gk  | P  |
| ---------- | - | -- | - | - | -- | -- | --- | -- |
| Fiorentina | 6 | 5  | 0 | 1 | 14 | 5  | +9  | 15 |
| Lyon       | 6 | 4  | 1 | 1 | 12 | 3  | +9  | 13 |
| Liverpool  | 6 | 2  | 1 | 3 | 5  | 7  | –2  | 7  |
| Debrecen   | 6 | 0  | 0 | 6 | 5  | 19 | –14 | 0  |

## Szuperkupa
| 2009. július 18. 19:00 |

| Debreceni VSC                                                | 1 – 0                         | Budapest Honvéd        |
| ------------------------------------------------------------ | ----------------------------- | ---------------------- |
| Szilágyi 83' Mohl 15' Nagy 21' Komlósi 72' Spitzmüller 90+2' | (0 – 0) Jegyzőkönyv Részletek | Diego 20' Benjamin 75′ |

| Révész Géza utca, Siófok Nézőszám: 1 000 Játékvezető: Andó-Szabó Sándor (magyar) |

## Soproni Liga

### Mérkőzések

#### Őszi fordulók
| 1. forduló 2009. július 25. 20:00 |

| Diósgyőr                                            | 1 – 0               | Debreceni VSC           |
| --------------------------------------------------- | ------------------- | ----------------------- |
| Lippai 90+3' (11-esből) 81' Horváth 78' Gohér 90+4' | (0 – 0) Jegyzőkönyv | Mohl 70' Szilágyi 90+2′ |

| DVTK-stadion, Miskolc Nézőszám: 3 000 Játékvezető: Bognár Tamás (magyar) |

| 2. forduló 2009. augusztus 1. 17:30 |

| Debreceni VSC                               | 2 – 0               | Lombard Pápa             |
| ------------------------------------------- | ------------------- | ------------------------ |
| Oláh 48' Coulibaly 58' Korhut 82' Fodor 85' | (0 – 0) Jegyzőkönyv | Dlusztus 30' Gyömbér 89' |

| Oláh Gábor utcai stadion, Debrecen Nézőszám: 3 000 Játékvezető: Németh Ádám (magyar) |

| 3. forduló 2009. november 20. 19:00 |

| Budapest Honvéd                                | 1 – 2               | Debreceni VSC                                                         |
| ---------------------------------------------- | ------------------- | --------------------------------------------------------------------- |
| Abraham 68' Vukmir 60' Angoua 77' Palásthy 83' | (0 – 0) Jegyzőkönyv | Leandro 76' 67' Rudolf 90+1' Omagbemi 42' Bernáth 70' Czvitkovics 84' |

| Bozsik József Stadion, Budapest Nézőszám: 1 000 Játékvezető: Vad II. István (magyar) |

- Elhalasztott mérkőzés.

| 4. forduló 2009. augusztus 14. 19:00 |

| Debreceni VSC                  | 2 – 1               | Haladás                                |
| ------------------------------ | ------------------- | -------------------------------------- |
| Leandro 2' 89' Czvitkovics 63' | (1 – 0) Jegyzőkönyv | Ugrai 75' Nagy 21' Skriba 59' Tóth 90' |

| Oláh Gábor utcai stadion, Debrecen Nézőszám: 4 000 Játékvezető: Vad II. István (magyar) |

| 5. forduló 2009. november 29. 17:30 |

| Debreceni VSC                                                              | 5 – 3               | Zalaegerszegi TE                                                   |
| -------------------------------------------------------------------------- | ------------------- | ------------------------------------------------------------------ |
| Varga 4' Oláh 9' Szakály 17' Komlósi 25' Coulibaly 42' Fodor 22' Ramos 28' | (5 – 3) Jegyzőkönyv | Balázs 19' Rudņevs 22' Todorović 30' (11-esből) 45' Magasföldi 82' |

| Oláh Gábor utcai stadion, Debrecen Nézőszám: 3 500 Játékvezető: Iványi Zoltán (magyar) |

- Elhalasztott mérkőzés.

| 6. forduló 2009. augusztus 29. 15:00 |

| Debreceni VSC                           | 3 – 1               | Nyíregyháza Spartacus |
| --------------------------------------- | ------------------- | --------------------- |
| Rudolf 7' 49' Coulibaly 22' Bernáth 66' | (2 – 0) Jegyzőkönyv | Honma 56' Mboussi 65' |

| Oláh Gábor utcai stadion, Debrecen Nézőszám: 5 500 Játékvezető: Solymosi Péter (magyar) |

| 7. forduló 2009. szeptember 11. 19:00 |

| Paksi FC           | 0 – 1               | Debreceni VSC        |
| ------------------ | ------------------- | -------------------- |
| Szabó 69' Éger 85' | (0 – 1) Jegyzőkönyv | Szakály 33' Oláh 71' |

| Fehérvári úti stadion, Paks Nézőszám: 3 000 Játékvezető: Arany Tamás (magyar) |

| 8. forduló 2009. szeptember 20. 17:30 |

| Debreceni VSC                         | 2 – 1               | Ferencváros                                                          |
| ------------------------------------- | ------------------- | -------------------------------------------------------------------- |
| Szakály 51' Coulibaly 72' Komlósi 60' | (0 – 1) Jegyzőkönyv | Ferenczi 20' 44' Ashmore 60' Morrison 66' Pisanjuk 86' Megyeri 90+1′ |

| Oláh Gábor utcai stadion, Debrecen Nézőszám: 8 500 Játékvezető: Solymosi Péter (magyar) |

| 9. forduló 2009. szeptember 25. 17:00 |

| Kaposvári Rákóczi                                                                | 4 – 4               | Debreceni VSC                                                  |
| -------------------------------------------------------------------------------- | ------------------- | -------------------------------------------------------------- |
| Bank 17' Nikolics 61' Zahorecz 64' (11-esből) 49' Reszli 86' Petrók 53' Pest 62' | (1 – 0) Jegyzőkönyv | Czvitkovics 47' 54' (11-esből) Szakály 70' Rezes 81' Szűcs 63' |

| Rákóczi Stadion, Kaposvár Nézőszám: 2 500 Játékvezető: Andó-Szabó Sándor (magyar) |

| 10. forduló 2009. december 3. 18:00 |

| Debreceni VSC                                    | 2 – 0               | MTK Budapest                                 |
| ------------------------------------------------ | ------------------- | -------------------------------------------- |
| Coulibaly 34' (11-esből) Szakály 36' Szélesi 56' | (2 – 0) Jegyzőkönyv | Zsidai 18' Hidvégi 33' Pátkai 85' Lencse 85′ |

| Oláh Gábor utcai stadion, Debrecen Nézőszám: 3 000 Játékvezető: Németh Ádám (magyar) |

| 11. forduló 2009. október 16. 17:00 |

| Vasas                                             | 2 – 4               | Debreceni VSC                                                |
| ------------------------------------------------- | ------------------- | ------------------------------------------------------------ |
| Dobrić 10' 69' B. Tóth 24' Kovács 80' Mrđanin 85′ | (1 – 1) Jegyzőkönyv | Coulibaly 26' 90+1' Kiss 53' 23' Leandro 86' 61' Komlósi 14′ |

| Illovszky Rudolf Stadion, Budapest Nézőszám: 850 Játékvezető: Németh Ádám (magyar) |

| 12. forduló 2009. október 25. 17:30 |

| Videoton                                    | 3 – 0               | Debreceni VSC           |
| ------------------------------------------- | ------------------- | ----------------------- |
| Lipták Z. 47' Polonkai A. 76' Andić, M. 84' | (0 – 0) Jegyzőkönyv | Czvitkovics P. 75′, 78′ |

| Sóstói Stadion, Székesfehérvár Nézőszám: 4 500 Játékvezető: Solymosi Péter (magyar) Asszisztensek: Takács Gábor Iványi István |

| 13. forduló 2009. október 30. 19:00 |

| Debreceni VSC                                    | 1 – 2               | Újpest                                                                                         |
| ------------------------------------------------ | ------------------- | ---------------------------------------------------------------------------------------------- |
| Rudolf 17' (11-esből) 58' Pantić 38' Komlósi 90' | (1 – 1) Jegyzőkönyv | Kabát 40' (11-esből) 90+1' (11-esből) Takács 16' Pollák 26' Rajczi 27' Korcsmár 62' Vermes 69' |

| Oláh Gábor utcai stadion, Debrecen Nézőszám: 6 500 Játékvezető: Andó-Szabó Sándor (magyar) |

| 14. forduló 2009. november 8. 17:30 |

| Győri ETO                                                                    | 1 – 0               | Debreceni VSC                       |
| ---------------------------------------------------------------------------- | ------------------- | ----------------------------------- |
| Pilibaitis 1' Babić 46′ Stanišić 66' Alekszidze 75' Fehér 85' Stevanović 89' | (1 – 0) Jegyzőkönyv | Bodnár 12' Coulibaly 78' Rudolf 85' |

| ETO Park, Győr Nézőszám: 2 000 Játékvezető: Fábián Mihály (magyar) |

| 15. forduló 2009. november 17. 18:00 |

| Debreceni VSC             | 1 – 0               | Kecskeméti TE |
| ------------------------- | ------------------- | ------------- |
| Czvitkovics 27' Ramos 23' | (1 – 0) Jegyzőkönyv |               |

| Oláh Gábor utcai stadion, Debrecen Nézőszám: 3 000 Játékvezető: Takács János (magyar) |

#### Tavaszi fordulók
| 16. forduló 2010. február 26. 19:00 |

| Debreceni VSC                                         | 3 – 1               | Diósgyőr                                                         |
| ----------------------------------------------------- | ------------------- | ---------------------------------------------------------------- |
| Laczkó 80' Rudolf 82' Mijadinoszki 90' Luis Ramos 74' | (0 – 1) Jegyzőkönyv | Bognár 43' 52' Dobos 23' Vukadinović 46' Menougong 73' Haman 89' |

| Oláh Gábor utcai stadion, Debrecen Nézőszám: 6 000 Játékvezető: Szabó Zsolt (magyar) |

| 17. forduló 2010. március 7. 17:30 |

| Lombard Pápa          | 1 – 5               | Debreceni VSC                                                                                            |
| --------------------- | ------------------- | --- |
| Farkas 11' (11-esből) | (1 – 4) Jegyzőkönyv | Rudolf 18' Tóth 22' (öngól) Mijadinoszki 40' 11' Szakály 45' Czvitkovics 90+2' Luis Ramos 54' Laczkó 80' |

| Perutz Stadion, Pápa Nézőszám: 4 000 Játékvezető: Iványi Zoltán (magyar) |

| 18. forduló 2010. március 13. 17:30 |

| Debreceni VSC                            | 2 – 1               | Budapest Honvéd        |
| ---------------------------------------- | ------------------- | ---------------------- |
| Feczesin 2' Coulibaly 72' 72' Laczkó 68' | (1 – 1) Jegyzőkönyv | Abraham 24' Cuerda 79' |

| Oláh Gábor utcai stadion, Debrecen Nézőszám: 4 500 Játékvezető: Andó-Szabó Sándor (magyar) |

| 19. forduló 2010. március 19. 19:00 |

| Haladás     | 0 – 2               | Debreceni VSC                           |
| ----------- | ------------------- | --------------------------------------- |
| Halmosi 37' | (0 – 0) Jegyzőkönyv | Czvitkovics 68' Feczesin 75' Rudolf 47' |

| Rohonci úti stadion, Szombathely Nézőszám: 5 500 Játékvezető: Sulyok Gergely (magyar) |

| 20. forduló 2010. március 27. 17:30 |

| Zalaegerszegi TE                                          | 4 – 1               | Debreceni VSC                                             |
| --------------------------------------------------------- | ------------------- | --------------------------------------------------------- |
| Sluka 12' Pavićević 33' Illés 57' Szalai 81' Panikvar 49' | (2 – 0) Jegyzőkönyv | Coulibaly 68' Luis Ramos 6' Mészáros 25' Mijadinoszki 64' |

| ZTE Aréna, Zalaegerszeg Nézőszám: 4 062 Játékvezető: Solymosi Péter (magyar) |

| 21. forduló 2010. április 20. 19:00 |

| Nyíregyháza Spartacus | 0 – 3               | Debreceni VSC                                              |
| --------------------- | ------------------- | ---------------------------------------------------------- |
|                       | (0 – 1) Jegyzőkönyv | Mijadinoszki 41' Feczesin 55' Coulibaly 57' Luis Ramos 73' |

| Nyíregyháza Városi Stadion, Nyíregyháza Nézőszám: 3 500 Játékvezető: Iványi Zoltán (magyar) |

| 22. forduló 2010. április 10. 15:00 |

| Debreceni VSC                                                      | 3 – 1               | Paksi FC                                 |
| ------------------------------------------------------------------ | ------------------- | ---------------------------------------- |
| Coulibaly 49' 80' Feczesin 64' (11-esből) Kiss 25' Czvitkovics 55' | (0 – 1) Jegyzőkönyv | Böde 36' 70' Vári 14' Fiola 42' Éger 63' |

| Oláh Gábor utcai stadion, Debrecen Nézőszám: 2 200 Játékvezető: Farkas Ádám (magyar) |

| 23. forduló 2010. április 16. 19:00 |

| Ferencváros                                        | 1 – 0               | Debreceni VSC                       |
| -------------------------------------------------- | ------------------- | ----------------------------------- |
| Tóth 69' 71' Elding 11' Csizmadia 20' Dragóner 32' | (0 – 0) Jegyzőkönyv | Szélesi 12' Laczkó 57' Feczesin 74' |

| Albert Flórián Stadion, Budapest Nézőszám: 4 750 Játékvezető: Fábián Mihály (magyar) |

| 24. forduló 2010. április 23. 19:00 |

| Debreceni VSC                                                                             | 5 – 1               | Kaposvári Rákóczi                                       |
| ----------------------------------------------------------------------------------------- | ------------------- | ------------------------------------------------------- |
| Czvitkovics 53' Feczesin 57' Rudolf 60' Mészáros 64' Coulibaly 66' (11-esből) Komlósi 40' | (0 – 0) Jegyzőkönyv | Maróti 50' Godslove 31' Grúz 52' Petrók 66' Kulcsár 83' |

| Oláh Gábor utcai stadion, Debrecen Nézőszám: 2 500 Játékvezető: Sulyok Gergely (magyar) |

| 25. forduló 2010. május 1. 15:00 |

| MTK Budapest           | 2 – 3               | Debreceni VSC                                |
| ---------------------- | ------------------- | -------------------------------------------- |
| Lázok 21' Szatmári 40' | (2 – 0) Jegyzőkönyv | Feczesin 64' 71' Czvitkovics 76' Szélesi 56' |

| Hidegkuti Nándor Stadion, Budapest Nézőszám: 800 Játékvezető: Andó-Szabó Sándor (magyar) |

| 26. forduló 2010. május 4. 19:00 |

| Debreceni VSC                                                      | 3 – 0               | Vasas                 |
| ------------------------------------------------------------------ | ------------------- | --------------------- |
| Yannick 5' 17' Czvitkovics 90+2' Luis Ramos 24′ Kiss 52' Fodor 65' | (2 – 0) Jegyzőkönyv | Remili 60' Kovács 70' |

| Oláh Gábor utcai stadion, Debrecen Nézőszám: 4 000 Játékvezető: Szilasi Szabolcs (magyar) |

| 27. forduló 2010. május 7. 19:00 |

| Debreceni VSC                                                           | 3 – 2               | Videoton                                                                               |
| ----------------------------------------------------------------------- | ------------------- | -------------------------------------------------------------------------------------- |
| Szakály P. 28' Czvitkovics P. 42' Coulibaly, A. 42' 69' Yannick, M. 43' | (2 – 1) Jegyzőkönyv | Elek Á. 7' 56' Lipták Z. 55' Nagy D. 25' Andić, M. 79' Farkas II B. 86' Horváth G. 90' |

| Oláh Gábor utcai stadion, Debrecen Nézőszám: 9 640 Játékvezető: Szabó Zsolt (magyar) Asszisztensek: Kispál Róbert Ring György |

| 28. forduló 2010. május 15. 17:30 |

| Újpest                                           | 2 – 1               | Debreceni VSC                            |
| ------------------------------------------------ | ------------------- | ---------------------------------------- |
| Korcsmár 60' Barczi 83' Vasiljević 53' Kabát 63′ | (0 – 0) Jegyzőkönyv | Feczesin 70' 90' Szélesi 37' Komlósi 41' |

| Szusza Ferenc Stadion, Budapest Nézőszám: 6 521 Játékvezető: Iványi Zoltán (magyar) |

| 29. forduló 2010. május 19. 20:00 |

| Debreceni VSC           | 0 – 0               | Győri ETO                                           |
| ----------------------- | ------------------- | --------------------------------------------------- |
| Szakály 74′ Komlósi 76' | (0 – 0) Jegyzőkönyv | Pilibaitis 39' Đorđević 63' Nicorec 66' Józsi 90+2′ |

| Oláh Gábor utcai stadion, Debrecen Nézőszám: 7 500 Játékvezető: Vad II. István (magyar) |

| 30. forduló 2010. május 23. 17:30 |

| Kecskeméti TE                        | 1 – 0               | Debreceni VSC                         |
| ------------------------------------ | ------------------- | ------------------------------------- |
| Csordás 45' Alempijević 19' Bori 87' | (1 – 0) Jegyzőkönyv | Feczesin 19' Bodnár 33' Coulibaly 87' |

| Széktói Stadion, Kecskemét Nézőszám: 6 000 Játékvezető: Szabó Zsolt (magyar) |

### Végeredmény
| #   | Csapat                    | M  | GY | D  | V  | G+ – G– | GK  | P  | Megjegyzések                                   |
| --- | ------------------------- | -- | -- | -- | -- | ------- | --- | -- | ---------------------------------------------- |
| 1.  | Debreceni VSCCV (B, KGY)  | 30 | 20 | 2  | 8  | 63–37   | +26 | 62 | 2010–2011-es Bajnokok Ligája – 2. selejtezőkör |
| 2.  | Videoton (I)              | 30 | 18 | 7  | 5  | 59–31   | +28 | 61 | 2010–2011-es Európa-liga – 2. selejtezőkör     |
| 3.  | Győri ETO (I)             | 30 | 15 | 12 | 3  | 38–18   | +20 | 57 | 2010–2011-es Európa-liga – 1. selejtezőkör     |
| 4.  | Újpest                    | 30 | 17 | 4  | 9  | 49–39   | +10 | 55 |                                                |
| 5.  | Zalaegerszegi TE (I)      | 30 | 15 | 8  | 7  | 59–45   | +14 | 53 | 2010–2011-es Európa-liga – 1. selejtezőkör     |
| 6.  | MTK Budapest              | 30 | 12 | 7  | 11 | 52–41   | +11 | 43 |                                                |
| 7.  | FerencvárosÚ              | 30 | 10 | 11 | 9  | 34–35   | −1  | 41 |                                                |
| 8.  | Haladás                   | 30 | 10 | 9  | 11 | 46–49   | −3  | 39 |                                                |
| 9.  | Budapest HonvédK          | 30 | 9  | 11 | 10 | 38–35   | +3  | 38 |                                                |
| 10. | Kecskeméti TE             | 30 | 10 | 7  | 13 | 50–56   | −6  | 37 |                                                |
| 11. | Lombard PápaÚ             | 30 | 10 | 5  | 15 | 39–50   | −11 | 35 |                                                |
| 12. | Kaposvári Rákóczi         | 30 | 8  | 8  | 14 | 38–50   | −12 | 32 |                                                |
| 13. | Vasas                     | 30 | 8  | 7  | 15 | 39–61   | −22 | 31 |                                                |
| 14. | Paksi FC                  | 30 | 7  | 10 | 13 | 31–44   | −13 | 31 |                                                |
| 15. | Nyíregyháza Spartacus (K) | 30 | 6  | 9  | 15 | 41–60   | −19 | 27 | NB II                                          |
| 16. | Diósgyőr (K)              | 30 | 4  | 5  | 21 | 31–56   | −25 | 17 | NB II                                          |

Forrás: MLSZ adatbank 
A rangsorolás alapszabályai: 1. összpontszám, 2. győzelmek száma, 3. gólkülönbség, 4. szerzett gólok száma, 5. egymás elleni eredmények összpontszáma,  6. egymás elleni eredmények gólkülönbsége, 7. egymás elleni eredmények szerzett góljainak száma, 8. egymás elleni eredmények idegenben szerzett góljainak száma.
Mivel a bajnok Debreceni VSC nyerte 2009–2010-es magyar kupát, így a bajnoki ezüstérmes Videoton a 2010–2011-es Európa-liga 2. selejtezőkörében, míg a kupadöntőt elbukó Zalaegerszegi TE és a Győri ETO a 2010–2011-es Európa-liga 1. selejtezőkörében jogosult indulni.
(B): Bajnokcsapat, (K): Kieső csapat, (F): Feljutó csapat, (I): Kupainduló, (R): A rájátszás győztese, (KGY): Kupagyőztes

### Az eredmények összesítése
Az alábbi táblázatban összesítve szerepelnek a Debreceni VSC 2009/10-es bajnokságban elért eredményei.
| Ősz/tavasz (forduló)    | Otthon | Otthon | Otthon | Otthon | Otthon | Otthon | Otthon | Idegenben | Idegenben | Idegenben | Idegenben | Idegenben | Idegenben | Idegenben |
| Ősz/tavasz (forduló)    | M      | GY     | D      | V      | LG–KG  | GK     | P      | M         | GY        | D         | V         | LG–KG     | GK        | P         |
| ----------------------- | ------ | ------ | ------ | ------ | ------ | ------ | ------ | --------- | --------- | --------- | --------- | --------- | --------- | --------- |
| Őszi szezon (1–15.)     | 8      | 7      | 0      | 1      | 18–8   | +10    | 21     | 7         | 3         | 1         | 3         | 11–12     | –1        | 10        |
| Tavaszi szezon (16–30.) | 7      | 6      | 1      | 0      | 19–6   | +13    | 19     | 8         | 4         | 0         | 4         | 15–11     | +4        | 12        |
| Összesen (1–30.)        | 15     | 13     | 1      | 1      | 37–14  | +23    | 40     | 15        | 7         | 1         | 7         | 26–23     | +3        | 22        |

### Helyezések fordulónként
| Forduló  | 1  | 2  | 3  | 4  | 5  | 6  | 7  | 8  | 9 | 10 | 11 | 12 | 13 | 14 | 15 | 16 | 17 | 18 | 19 | 20 | 21 | 22 | 23 | 24 | 25 | 26 | 27 | 28 | 29 | 30 |
| -------- | -- | -- | -- | -- | -- | -- | -- | -- | - | -- | -- | -- | -- | -- | -- | -- | -- | -- | -- | -- | -- | -- | -- | -- | -- | -- | -- | -- | -- | -- |
| Helyszín | I  | O  | I  | O  | O  | O  | I  | O  | I | O  | I  | I  | O  | I  | O  | O  | I  | O  | I  | I  | I  | O  | I  | O  | I  | O  | O  | I  | O  | I  |
| Eredmény | V  | GY | GY | GY | GY | GY | GY | GY | D | GY | GY | V  | V  | V  | GY | GY | GY | GY | GY | V  | GY | GY | V  | GY | GY | GY | GY | V  | D  | V  |
| Helyezés | 12 | 9  | 6  | 3  | 3  | 1  | 1  | 1  | 1 | 1  | 1  | 1  | 2  | 2  | 2  | 2  | 2  | 2  | 1  | 2  | 2  | 2  | 2  | 2  | 2  | 1  | 1  | 1  | 1  | 1  |

Helyszín: O = Otthon; I = Idegenben. Eredmény: GY = Győzelem; D = Döntetlen; V = Vereség.

## Magyar kupa
| 4. forduló 2009. október 7. 15:00 |

| Nyírmadai ISE            | 2 – 8               | Debreceni VSC                                                  |
| ------------------------ | ------------------- | -------------------------------------------------------------- |
| Járomcsák 73' Mátyus 81' | (0 – 2) Jegyzőkönyv | Dudu 2' 55' 84' 85' Coulibaly 19' 65' 66' Mijadinoszki 57' 28' |

| Nyírmada Nézőszám: 1 000 Játékvezető: Nyírcsák László (magyar) |

| 5. forduló Első mérkőzés 2009. október 22. 14:30 |

| Mezőkövesd-Zsóry SE                | 1 – 4               | Debreceni VSC                                                           |
| ---------------------------------- | ------------------- | ----------------------------------------------------------------------- |
| Sivák 71' Toplenszki 1' Kovács 76′ | (0 – 2) Jegyzőkönyv | Vinicius 2' 90' Oláh 6' Mijadinoszki 46' Korhut 21' Ramos 70' Rezes 86' |

| Városi stadion (Mezőkövesd), Mezőkövesd Nézőszám: 1 500 Játékvezető: Farkas Ádám (magyar) |

| 5. forduló Visszavágó 2009. október 28. 13:00 |

| Debreceni VSC                       | 4 – 3               | Mezőkövesd-Zsóry SE                                 |
| ----------------------------------- | ------------------- | --------------------------------------------------- |
| Rezes 41' 85' Dudu 50' 82' Oláh 69' | (1 – 2) Jegyzőkönyv | Bogdány 35' 76' Surányi 45' Pelicić 23' Hegedüs 90' |

| Debrecen Nézőszám: 1 000 Játékvezető: Farkas Tibor (magyar) |

| Negyeddöntő Első mérkőzés 2009. december 13. 17:30 |

| Debreceni VSC                | 2 – 0   | MTK Budapest |
| ---------------------------- | ------- | ------------ |
| Feczesin 44' Czvitkovics 50' | (1 – 0) |              |

| Oláh Gábor utcai stadion, Debrecen Nézőszám: 1 000 Játékvezető: Vad II. István (magyar) |

| Negyeddöntő Visszavágó 2009. december 17. 17:30 |

| MTK Budapest                                 | 2 – 0               | Debreceni VSC |
| -------------------------------------------- | ------------------- | ------------- |
| Pál 77' Zsidai 80' 90+2' Pátkai 53' Vági 64' | (0 – 0) Jegyzőkönyv | Ramos 82'     |

| Hidegkuti Nándor Stadion, Budapest Nézőszám: 200 Játékvezető: Fábián Mihály (magyar) |

* A gólszerzők nem derülnek ki a jegyzőkönyvből. Tizenegyesekkel (4 – 5) a Debrecen jutott tovább.
| Elődöntő Első mérkőzés 2010. március 23. 18:00 |

| Budapest Honvéd                    | 1 – 1               | Debreceni VSC         |
| ---------------------------------- | ------------------- | --------------------- |
| Abraham 88' Horváth 45' Vukmir 66' | (0 – 0) Jegyzőkönyv | Szilágyi 81' Kiss 80' |

| Bozsik József Stadion, Budapest Nézőszám: 1 000 Játékvezető: Iványi Zoltán (magyar) |

| Elődöntő Visszavágó 2010. április 13. 18:00 |

| Debreceni VSC                                      | 2 – 1               | Budapest Honvéd                                           |
| -------------------------------------------------- | ------------------- | --------------------------------------------------------- |
| Yannick 34' Laczkó 85' 90' Bodnár 58' Mészáros 87' | (1 – 0) Jegyzőkönyv | Abraham 83' Macko 39' Palásthy 49' Akassou 53' Tavars 90' |

| Oláh Gábor utcai stadion, Debrecen Nézőszám: 1 500 Játékvezető: Vad II. István (magyar) |

| Döntő 2010. május 26. 19:00 |

| Debreceni VSC                                                  | 3 – 2                         | Zalaegerszegi TE                               |
| -------------------------------------------------------------- | ----------------------------- | ---------------------------------------------- |
| Coulibaly 24' 68' Yannick 31' Komlósi 12' Laczkó 32' Rezes 71' | (2 – 1) Jegyzőkönyv Részletek | Pavićević 42' Rudņevs 70' Máté 64' Horváth 71' |

| Puskás Ferenc Stadion, Budapest Nézőszám: 5 000 Játékvezető: Vad II István (magyar) |

## Ligakupa

### Középdöntő (A csoport)
| 1. forduló 2010. február 16. 18:00 |

| Debreceni VSC                                      | 2 – 2               | Videoton                                                  |
| -------------------------------------------------- | ------------------- | --------------------------------------------------------- |
| Feczesin R. 40' 75' Korhut M. 32' Szélesi Z. 90+1′ | (1 – 0) Jegyzőkönyv | Nikolics N. 55' Radović, I. 73' Sitku I. 37' Fejes A. 60' |

| Oláh Gábor utcai stadion, Debrecen Játékvezető: Fábián Mihály (magyar) Asszisztensek: Demeter János L. Tóth Lajos |

| 2. forduló 2010. február 19. 13:30 |

| Debreceni VSC                                              | 5 – 1               | Nyíregyháza Spartacus |
| ---------------------------------------------------------- | ------------------- | --------------------- |
| Coulibaly 6' 57' 66' Rudolf 22' Czvitkovics 26' Laczkó 53' | (3 – 0) Jegyzőkönyv | Miskolczi 18'         |

| Oláh Gábor utcai stadion, Debrecen Játékvezető: Oláh Gábor (magyar) |

| 3. forduló 2010. március 10. 18:00 |

| Debreceni VSC                 | 2 – 1               | Budapest Honvéd |
| ----------------------------- | ------------------- | --------------- |
| Rezes 2' Bodnár 60' Lucas 44' | (1 – 1) Jegyzőkönyv | Palásthy 40'    |

| Oláh Gábor utcai stadion, Debrecen Játékvezető: Berger József (magyar) |

| 4. forduló 2010. március 16. 17:00 |

| Videoton      | 0 – 2               | DVSC                                           |
| ------------- | ------------------- | ---------------------------------------------- |
| Andić, M. 87' | (0 – 2) Jegyzőkönyv | Szilágyi P. 6' 34' Rezes L. 67' Szélesi Z. 85' |

| Sóstói Stadion, Székesfehérvár Játékvezető: Solymosi Péter (magyar) Asszisztensek: Takács Gábor Mohos Milán |

| 5. forduló 2010. március 30. 18:00 |

| Nyíregyháza Spartacus       | 0 – 4               | Debreceni VSC                        |
| --------------------------- | ------------------- | ------------------------------------ |
| Davidov 26′ Alfi Conteh 32' | (0 – 2) Jegyzőkönyv | Bíró 17' Etogo 36' 55' Marcolini 65' |

| Nyíregyháza Városi Stadion, Nyíregyháza Játékvezető: Nagy Róbert (magyar) |

| 6. forduló 2010. április 7. 14:00 |

| Budapest Honvéd        | 0 – 2               | Debreceni VSC       |
| ---------------------- | ------------------- | ------------------- |
| Lengyel 20' Vernes 25' | (0 – 0) Jegyzőkönyv | Angyal 49' Bíró 83' |

| Bozsik József Stadion, Budapest |

### Az A csoport végeredménye
| Csapat                | M | Gy | D | V | G+ | G– | Gk  | P  |
| --------------------- | - | -- | - | - | -- | -- | --- | -- |
| Debreceni VSC         | 6 | 5  | 1 | 0 | 17 | 4  | +13 | 16 |
| Videoton              | 6 | 3  | 2 | 1 | 7  | 5  | +2  | 11 |
| Budapest Honvéd       | 6 | 1  | 2 | 3 | 8  | 8  | 0   | 5  |
| Nyíregyháza Spartacus | 6 | 0  | 1 | 5 | 2  | 17 | –15 | 1  |

### Döntő
| 2010. április 28. 18:00 |

| Debreceni VSC                     | 2 – 1                         | Paksi FC                                   |
| --------------------------------- | ----------------------------- | ------------------------------------------ |
| Bódi 23' Szilágyi 76' Bernáth 39' | (1 – 1) Jegyzőkönyv Részletek | Völgyi 40' Gévay 15' Nikolov 32' Urbán 54' |

| Széktói Stadion, Kecskemét Játékvezető: Berger József (magyar) |

## Lásd még
- Debreceni VSC
- 2009–2010-es magyar labdarúgó-bajnokság (első osztály)